# Syndrome de La Havane

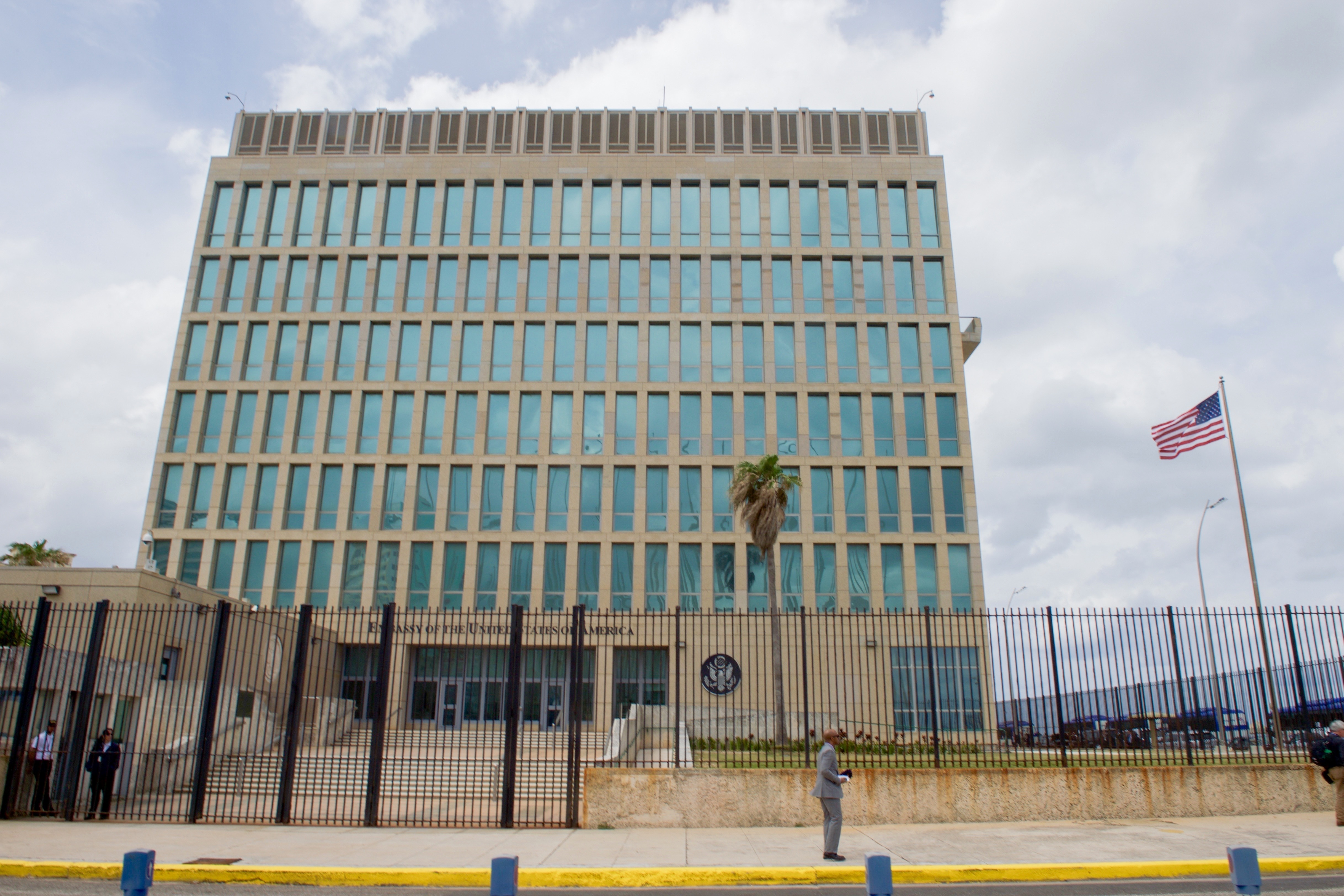
L'ambassade des États-Unis à Cuba.

Le syndrome de La Havane est un ensemble de symptômes éprouvés dans différents pays par des diplomates, militaires et agents des renseignements américains et canadiens à partir du milieu des années 2010. Les premiers cas médiatisés auraient eu lieu chez du personnel diplomatique en poste dans la capitale de Cuba, La Havane, d'où le nom donné au syndrome, bien qu'au moins un autre cas du même type ait eu lieu en 2014.
Les symptômes dont se plaignent les personnes concernées comprennent des troubles auditifs, tels que des vibrations sonores, des acouphènes, l'audition de bruits perçants directionnels, dans une oreille ou les deux, des troubles visuels, des étourdissements, des céphalées, des vertiges et nausées, des pertes de mémoire de court-terme, un inconfort systémique, des pertes d'équilibre, des lésions cérébrales, etc.
Plusieurs hypothèses sont avancées pour expliquer ce phénomène. Initialement, l'origine naturelle est privilégiée, plusieurs types d'ondes électromagnétiques étant notamment étudiés, mais l'hypothèse d'une implication étrangère n'est pas écartée. En avril 2024, une enquête menée par plusieurs médias durant un an accrédite la thèse d'opérations clandestines russes, ce que les réseaux de désinformation de la Russie tentent d'étouffer.

## Historique
Après Cuba, des cas ont été signalés aux États-Unis (Washington notamment,), en Australie, en Russie, en Chine, au Vietnam, en Autriche, en Allemagne, en France, en Suisse, au Kazakhstan.
En 2021, dix-huit diplomates canadiens attaquent en justice leur gouvernement.
Une loi, le Havana Syndrome Act, est préparée et votée par le Parlement américain, et promulguée le 8 octobre 2021 par Joe Biden. Elle vise à rendre les soins plus accessibles financièrement pour les personnes concernées.
Le 13 janvier 2022, le Wall Street Journal révèle trois cas à Genève et un à Paris,.
Eric Rubin, le président de l'Association américaine des Affaires étrangères, déclare en février 2022 que l'apparition de cette maladie porte un coup au moral dans le monde de la diplomatie américaine. Il se réfère au recrutement de nouveaux candidats, devenu plus difficile. Ces derniers s'interrogent en effet sur les risques à entreprendre actuellement ce type de carrière, et sur les réponses que peut leur apporter leur administration en cas d'incident.
Il y aurait également eu des cas de ce syndrome à Francfort en 2014, deux ans avant son apparition à La Havane.

## Hypothèses avancées

### Hypothèse naturelle
Un document intitulé « Interactions des champs électromagnétiques avec le corps humain : effets observés et théories » relève en 1981 que l'exposition à certains champs électromagnétiques peut engendrer une multitude d'effets biologiques sur le corps humain, semblables à ceux observés chez les victimes du syndrome de La Havane. Ce document fait mention de phénomènes visuels (magnétophosphènes, « flashs », perturbations des seuils de perception des couleurs), auditifs (audition micro-onde), et de multiples autres effets tels que maux de tête, migraine, etc. (NASA CR 166661, avril 1981, Jérémy K. Raynes).
Deux scientifiques émettent l'hypothèse que la stridulation d'un grillon — Anurogryllus celerinictus (en) — peut être la cause du malaise. Cela semble infirmé par la présence de dommages au cerveau visibles à l'imagerie médicale et la possibilité de ne pas entendre le grillon au moyen de bouchons auditifs.
Une étude canadienne publiée le 24 mai 2019 et citée par un article web de CBC News, soutient, quant à elle, que l'hypothèse d'un empoisonnement aux neurotoxines est compatible avec les symptômes observés. Cette étude se fonde sur des analyses effectuées sur des diplomates du Canada affectés eux-mêmes par le syndrome. Leur explication de la cause racine du syndrome est l'augmentation de l'utilisation de la fumigation par les ambassades elles-mêmes, dans le but de détruire les parasites, explication soutenue par les analyses sanguines.
Selon le rapport rendu par l'Académie nationale des sciences des États-Unis à ce sujet en 2020, une cause possible considérée comme l’hypothèse la plus crédible est que ces troubles soient dus à des flux d’énergie micro-onde pulsée et dirigée,. Toutefois le rapport de cet institut considère d’une part qu’il est probable que les personnes qui ont présenté brusquement des symptômes souffrent de quelque chose de différent de celles qui ont vu une dégradation progressive de leur santé, d’autre part qu’aucune des causes envisagées ne dépasse le statut de spéculation.
Selon des informations du New York Times du 9 janvier 2022, la CIA aurait conclu que le syndrome de La Havane ne peut être imputé à une attaque d'une puissance étrangère.
Une hypothèse peu explorée serait celle d'une cause psychogène. La diversité des lieux de résidence des victimes y compris chez des alliés des USA rend la cause des émetteurs de micro-ondes peu probable, sauf si les ambassades sont équipées d'émetteurs micro-ondes par leur propre services secrets.

### Rapport du renseignement américain en 2022
Le Bureau du directeur du Renseignement national des États-Unis publie le 2 février 2022 un rapport complémentaire concernant le syndrome de La Havane, appelé également « incidents anormaux de santé ». Ce rapport est déclassifié le 1er février 2022. Il est rédigé par un comité d'experts de la communauté du renseignement (États-Unis) chargé de trouver les causes possibles aux symptômes des personnes affectées par le syndrome de La Havane. Les domaines d'expertise considérés sont notamment la biologie, les radiofréquences, l'acoustique, l'environnement, la psychiatrie/psychologie, les radiations ionisantes.
Six conclusions sont rendues. Les symptômes subis sont authentiques et indéniables. Une partie des cas relevés ne peut pas facilement être expliquée par des causes médicales ou environnementales connues et pourrait être due à des stimuli externes aux personnes. L'utilisation d'énergie électromagnétique pulsée, particulièrement dans les radio fréquences, explique de manière plausible les principales caractéristiques des troubles subis par les victimes, bien qu'il y ait un manque d'information. Il existe plusieurs façons de procéder avec de l'énergie électromagnétique pulsée pour engendrer les troubles en question. Les ultra-sons, mais à courte distance, auraient également pu être utilisés. Les facteurs psychosociaux n'expliquent pas seuls les symptômes, bien qu'ils puissent contribuer à les rendre durables ou causer des comorbidités. L'utilisation de radiations ionisantes, d'agents chimiques ou biologiques, de sons audibles, ou d'ultra-sons propagés sur de longues distances, ou encore d'infra-sons ne peut être considérée comme une cause plausible du syndrome de La Havane. Le rapport mentionne également que des appareils facilement dissimulables et requérant une puissance modérée auraient pu être utilisés. Le rapport comporte par ailleurs des sections relatives à des aspects techniques de l'utilisation d'énergie électromagnétique à distance (utilisation possible depuis quelques dizaines de mètres à des centaines de mètres, le reste de cette partie du rapport est censurée), au travers de matériaux de construction, et à l'utilisation d'antennes et techniques.
Le journal Le Monde relève à partir de ce rapport que les effets auditifs pourraient être dus à l'effet de Frey (transmission de sons au cerveau par micro-ondes).

### Conclusions du Bureau du directeur du renseignement national 2023
Le Bureau du directeur du renseignement national américain conclut en mars 2023, sur la base de cinq agences américaines distinctes, qu'il est « très peu probable »  que les incidents aient été causés par des systèmes électromagnétiques ou par adversaire étranger. Le syndrome de la Havane ne serait pas une nouvelle entité clinique, mais une construction sociale attrape-tout de conditions pré-existantes de santé et de réactions de stress à des facteurs environnementaux.

### Hypothèses d'une implication étrangère

#### Pays non déterminé
Les premières hypothèses mentionnent une attaque de puissances hostiles, via une technologie indéterminée, qui causerait ces malaises à l'origine elle-même indéterminée.
L'hypothèse de l'emploi d'armes utilisant les effets biologiques de l'énergie des radio fréquences est également posée. En effet, un rapport intitulé « Bioeffects of selected non-lethal weapons » (« Effets biologiques de certaines armes non létales »), dont les informations ont été arrêtées au 17 février 1998, est communiqué le 13 décembre 2006 à un citoyen américain faisant usage de son droit à l'information et rendu public. Ce document, établi par la Direction du renseignement et de la sécurité de l'armée américaine, répond à des questions fréquemment posées. Il y fait part de la possibilité d'interférer avec le système moteur, d'engendrer certains types de troubles oculaires et auditifs, de provoquer des nausées à l'aide d'énergie radio fréquences. Ce rapport donne des explications médicales, les caractéristiques techniques requises, la portabilité des instruments en cause, les effets incapacitants, la durée d'apparition et de rémission des troubles, un bref historique, etc..

#### Implication russe
En avril 2024, The Insider publie un article synthétisant une année d'investigations, menée en coopération avec Der Spiegel et 60 Minutes. Cet article remet en cause les conclusions du Bureau du directeur du renseignement national américain de mars 2023, en présentant de nouvelles preuves — sous la forme de documents interceptés du renseignement russe, de carnets de voyage, de métadonnées d'appels ainsi que des témoins oculaires —.
Les services secrets russes, en particulier l'unité 29155 du GRU spécialisée dans le sabotage et l’assassinat, est décrite comme « chargée de faire le sale boulot » et d'« affaiblir l'Occident »,,,. Ses agents, déjà impliqués dans l'empoisonnement de Sergueï et Ioulia Skripal, auraient utilisé des armes à énergie dirigée. Plusieurs hauts gradés du GRU ont ainsi été décorés pour leur travail dans le domaine des « armes acoustiques non-létales » et des membres de l'unité auraient été géolocalisés aux endroits où ont eu lieu les incidents avant qu'ils se produisent.
Quelques jours seulement après la révélation par The Insider d'une probable implication russe dans ce syndrome, les réseaux de désinformation de la Russie s'activent pour tenter de nier l'information ou de la discréditer. Ainsi, le 3 avril 2024, un site pro-Kremlin affirme que « même les États-Unis n'accusent pas la Russie » dans cette affaire, mais affirme dans le même temps que les Américains sont à l'origine de cette révélation, pour « justifier la poursuite de leur politique anti-russe ». Le 5 mai, le blogueur pro-Poutine allemand Uli Gellermann, collaborateur de Sputnik, « se moque de l'enquête, mais le fait sans offrir de contre-arguments, qu'ils soient faux, absurdes ou même à peine déguisés en vérité ». Ces prises de position sont relayées par le réseau de l'opération Doppelgänger, qui se compose de plusieurs sites Internet copiant l'apparence de médias reconnus et d'une multitude de comptes sur les réseaux sociaux, notamment Twitter.